# Bruno Cherrier
Bruno Cherrier (ur. 31 sierpnia 1953 w Beaugency) – francuski lekkoatleta, sprinter, mistrz Europy z 1974.
Zajął 7. miejsce w sztafecie 4 × 100 metrów i odpadł w półfinale biegu na 200 metrów na igrzyskach olimpijskich w 1972 w Monachium.
Zwyciężył w sztafecie 4 × 100 metrów (w składzie: Lucien Sainte-Rose, Joseph Arame, Cherrier i Dominique Chauvelot) oraz zajął 6. miejsce w biegu na 200 metrów na mistrzostwach Europy w 1974 w Rzymie.
Był brązowym medalistą mistrzostw Francji w biegu na 200 metrów w 1972 i 1974.
Rekordy życiowe Cherriera:
- bieg na 100 metrów – 10,3 (18 sierpnia 1973, Kassel)
- bieg na 200 metrów – 20,58 (18 sierpnia 1974, Zurych)